# علم الاجتماع الحضري
علم الاجتماع الحضري هو دراسة سوسيولوجية للحياة والتفاعل الإنساني في المناطق الحضرية. والانضباط المعياري لعلم الاجتماع يسعى لدراسة الهياكل، والعمليات، والتغيرات والمشاكل في المنطقة الحضرية وبذلك توفر مدخلات للتخطيط ورسم السياسات. وبعبارة أخرى، هو دراسة سوسيولوجية للمدن ودورها في تنمية المجتمع. ومثل معظم مجالات علم الاجتماع، وعلماء الاجتماع الحضرية يستخدمون التحليل الإحصائي، والمراقبة، النظرية الاجتماعية، والمقابلات، وغيرها من الأساليب لدراسة مجموعة من المواضيع، بما في ذلك الهجرة والاتجاهات الديموغرافية، والاقتصاد، والفقر، والعلاقات العرقية والاتجاهات الاقتصادية.
الأسس الفلسفية لعلم الاجتماع الحضري الحديث تنبع من عمل علماء الاجتماع مثل كارل ماركس، فرديناند تونيز، إميل دوركهايم، وماكس فيبر وجورج سيمل الذين درسوا نظرية العمليات الاقتصادية والاجتماعية والثقافية من التحضر وآثاره على الاغتراب الاجتماعي، وتشكيل الطبقة، وإنتاج أو تدمير الهويات الجماعية والفردية.
تم توسيع هذه الأسس النظرية وتحليلها من قبل مجموعة من علماء الاجتماع والباحثين الذين عملوا في جامعة شيكاغو في أوائل القرن العشرين. في ما أصبح يعرف باسم مدرسة شيكاغو لعلم الاجتماع وقد عمل روبرت بارك، لويس ويرث وارنست بورغيس في المدينة الداخلية شيكاغو وقد أحدثت ثورة في أغراض البحث في علم الاجتماع الحضري ولكن أيضا تطوير الجغرافيا البشرية من خلال استخدامها للبحوث الكمية والأساليب الإثنوغرافية. أهمية النظريات التي وضعتها مدرسة شيكاغو في علم الاجتماع الحضري قد يستمر انتقدها ولكن لا تزال واحدة من التطورات التاريخية الأكثر أهمية في فهم التحضر.
نما علم الاجتماع الحضري إلى مكانة عالية داخل الأكاديمية في أمريكا الشمالية من خلال مجموعة من علماء الاجتماع في جامعة شيكاغو 1915-1940 في ما أصبح يعرف باسم مدرسة شيكاغو لعلم الاجتماع. مدرسة شيكاغو لعلم الاجتماع مجتمع النظرية الحضرية والأنثروبولوجية مع العمل الميداني الإثنوغرافية من أجل فهم كيفية تفاعل الأفراد داخل النظم الاجتماعية الحضرية. خلافا لعلم الاجتماع الكلي تستند هي في المقام الأول على تمييز الحقول الفرعية السابقة، والأعضاء من مدرسة شيكاغو وضعوا مزيد من التركيز على التفاعلات الاجتماعية الصغيرة الحجم التي تسعى إلى تقديم معنى ذاتي لكيفية تفاعل البشر في ظل ظروف الهيكلية والثقافية والاجتماعية. نظرية التفاعل الرمزي، وهي الأساس الذي تم من خلاله تأطير العديد من اثنوجرافيا منهجيا- والتي هي رائدة في هذه الفترة.
علماء مدرسة شيكاغو سعوا في الأصل للإجابة على سؤال واحد: كيف أن الزيادة في العمران خلال فترة الثورة الصناعية تساهم في التكبير من المشكلات الاجتماعية المعاصرة؟ علماء الاجتماع كان تركيزهم على شيكاغو، نظرا لحالة "البدء من '، بعد أن توسع من بلدة صغيرة من 10,000 في عام 1860 إلى حاضرة الحضرية أكثر من مليوني في نصف القرن المقبل. جنبا إلى جنب مع هذا التوسع جاءت العديد من المشاكل الاجتماعية الناشئة في تلك الحقبة - تتراوح بين القضايا مع الظروف المعيشية القاسية إلى انخفاض الأجور وساعات العمل الطويلة التي ميزت عمل العديد من المهاجرين الأوروبيين الذين وصلوا حديثا. وعلاوة على ذلك، خلافا للعديد من المناطق الحضرية الأخرى، شيكاغو لم تتوسع للخارج كما كان متوقعا من قبل المناظرين للتوسعية في وقت مبكر، كما هو الحال مع العديد من المدن الحديثة التي احتلت منطقة الأعمال مكاناً وسط المدينة والأحياء الفقيرة والأحياء المنكوبة واقترح المنظرين الحضرية أن هذه المناطق المتميزة مكانيا ساعدت على ترسيخ وعزل العلاقات الطبقية داخل المدينة الحديثة، وانتقال الطبقة الوسطى بعيدا عن قلب المناطق الحضرية وإلى الضواحي الخارجي.

## تطور علم الاجتماع الحضري
بدأ تطور وانتقال النظرية الاجتماعية من مدرسة شيكاغو مع نشر كلود فيشر (1975) «نحو نظرية ثقافة ثانوية العمران» التي تدمج نظريات بورديو عن رأس المال الاجتماعي ورأس المال الرمزي في إطار الغزو والخلافة في شرح كيفية تشكل الجماعات الثقافية. ثم تم توسيع موضوع الانتقال من ثقافات فرعية ومجموعات داخل المدينة من قبل باري ويلمان (1979).

## النقد
وقد انتقدت العديد من النظريات في علم الاجتماع الحضري، وجهت أبرزها نحو النهج الإثنية التي اتخذتها العديد من المناظرين الأوائل التي تكمن أساساً للدراسات الحضرية خلال القرن ال20.من النظريات المبكرة التي سعت لتأطير المدينة وهي " قابلة للتكيف في كثير من الأحيان وتجاهل الأدوار المعقدة في العلاقات الاجتماعية داخل المجتمعات المحلية، مما يشير إلى أن البيئة الحضرية نفسها بدلا من الأفراد الذين يعيشون في داخلها تسيطر على انتشار وشكل المدينة. لا الفقراء المقيمين داخل المدينة، وقد تعرضت لانتقادات من قبل دور سياسات تخطيط الطرق السريعة والمبادرات. وبطء تطورت البحوث الحضرية المبنية على التجريب، والتي تعكس فشل الحكومات الحضرية المحلية على التكيف وتسهيل الانتقال للسكان المحليين إلى التصنيع في المدينة. والاجتماعية والثقافية من التحضر وآثاره على الاغتراب الاجتماعي، وتشكيل الطبقة، وإنتاج أو تدمير الهويات الجماعية والفردية.
تم توسيع هذه الأسس النظرية وتحليلها من قبل مجموعة من علماء الاجتماع والباحثين الذين عملوا في جامعة شيكاغو في أوائل القرن العشرين. في ما أصبح يعرف باسم مدرسة شيكاغو لعلم الاجتماع وقد عمل روبرت بارك، لويس ويرث وارنست بورغيس في المدينة الداخلية شيكاغو وقد أحدثت ثورة في أغراض البحث في علم الاجتماع الحضري ولكن أيضا تطوير الجغرافيا البشرية من خلال استخدامها للبحوث الكمية والأساليب الإثنوغرافية. أهمية النظريات التي وضعتها مدرسة شيكاغو في علم الاجتماع الحضري قد يستمر انتقادها ولكن لا تزال واحدة من التطورات التاريخية الأكثر أهمية في فهم التحضر.
نما علم الاجتماع الحضري إلى مكانة عالية داخل الأكاديمية في أمريكا الشمالية من خلال مجموعة من علماء الاجتماع في جامعة شيكاغو 1915-1940 في ما أصبح يعرف باسم مدرسة شيكاغو لعلم الاجتماع. مدرسة شيكاغو لعلم الاجتماع مجتمع النظرية الحضرية والأنثروبولوجية مع العمل الميداني الإثنوغرافية من أجل فهم كيفية تفاعل الأفراد داخل النظم الاجتماعية الحضرية. خلافا لعلم الاجتماع الكلي تستند هي في المقام الأول على تمييز الحقول الفرعية السابقة، والأعضاء من مدرسة شيكاغو وضعوا مزيد من التركيز على التفاعلات الاجتماعية الصغيرة الحجم التي تسعى إلى تقديم معنى ذاتي لكيفية تفاعل البشر في ظل ظروف الهيكلية والثقافية والاجتماعية. نظرية التفاعل الرمزي، وهي الأساس الذي تم من خلاله تأطير العديد من اثنوجرافيا منهجيا- والتي هي رائدة في هذه الفترة.
علماء مدرسة شيكاغو سعوا في الأصل للإجابة على سؤال واحد: كيف أن الزيادة في العمران خلال فترة الثورة الصناعية تساهم في التكبير من المشكلات الاجتماعية المعاصرة؟ علماء الاجتماع كان تركيزهم على شيكاغو، نظرا لحالة "البدء من '، بعد أن توسع من بلدة صغيرة من 10,000 في عام 1860 إلى حاضرة الحضرية أكثر من مليوني في نصف القرن المقبل. جنبا إلى جنب مع هذا التوسع جاءت العديد من المشاكل الاجتماعية الناشئة في تلك الحقبة - تتراوح بين القضايا مع الظروف المعيشية القاسية إلى انخفاض الأجور وساعات العمل الطويلة التي ميزت عمل العديد من المهاجرين الأوروبيين الذين وصلوا حديثا. وعلاوة على ذلك، خلافا للعديد من المناطق الحضرية الأخرى، شيكاغو لم تتوسع للخارج كما كان متوقعا من قبل المناظرين للتوسعية في وقت مبكر، كما هو الحال مع العديد من المدن الحديثة التي احتلت منطقة الأعمال مكاناً وسط المدينة والأحياء الفقيرة والأحياء المنكوبة واقترح المنظرين الحضرية أن هذه المناطق المتميزة مكانيا ساعدت على ترسيخ وعزل العلاقات الطبقية داخل المدينة الحديثة، وانتقال الطبقة الوسطى بعيدا عن قلب المناطق الحضرية وإلى الضواحي الخارجي.

## المرجع
1. ↑  "معلومات عن علم الاجتماع الحضري على موقع id.ndl.go.jp". id.ndl.go.jp. مؤرشف من الأصل في 2020-04-06.
2. ↑  "معلومات عن علم الاجتماع الحضري على موقع vocabularies.unesco.org". vocabularies.unesco.org. مؤرشف من الأصل في 2019-12-10. {{استشهاد ويب}}: |archive-date= / |archive-url= timestamp mismatch (مساعدة)
3. ↑  "معلومات عن علم الاجتماع الحضري على موقع id.loc.gov". id.loc.gov. مؤرشف من الأصل في 2019-12-10.

- كتب جوجل